# Howa Type 64
Howa Shiki 64 (tiếng Nhật: 64式7.62mm小銃, ろくよんしき7.62ミリしょうじゅう, rokuyonshiki-nanatenrokunimiri-shoujuu) là loại súng trường tấn công sử dụng loại đạn 7.62×51mm NATO từng được xem là súng tiêu chuẩn cho Lực lượng Phòng vệ Nhật Bản. Tuy nhiên, các binh lính Nhật đã nhận xét là loại súng này hơi mạnh và dài so với vóc dáng nhỏ và nhẹ của người Nhật. Các nhà thiết kế đã thực hiện một thiết kế khác cũng dựa trên loại súng này nhưng sử dụng loại đạn nhỏ thích hợp hơn. Loại súng này đã bị thay thế hoàn toàn bởi khẩu Howa Shiki 89 từ năm 1989 đến 1990. Dù vậy các biến thể khác của loại súng này vẫn được sử dụng. Cũng như các loại vũ khí khác do Nhật Bản chế tạo, Shiki 64 không bao giờ được xuất khẩu.

## Lịch sử
Khoảng một thập kỷ sau khi Lực lượng Phòng vệ Nhật Bản được hình thành thì Cục Phòng vệ Nhật Bản đã quyết định thiết kế và chế tạo một loại súng trường tự động để thay thế cho súng trường M1 Garand do Hoa Kỳ cung cấp. Loại súng mới do Công ty Công nghiệp Howa phát triển dưới sự chỉ đạo của tướng K. Iwashita người đã tự tay thiết kế và sau đó tiến hành sản xuất hàng loạt vào năm 1964 (vì thế nó có tên Shiki 64). Khi thử nghiệm so sánh với các khẩu M14, Shiki 64 đã chứng tỏ là nó có độ chính xác cao hơn nhiều vì tốc độ bắn chậm hơn để có thể dễ dàng điều khiển cũng như độ giật thấp hơn. Tuy nhiên, loại súng này lại bị xem là có cấu trúc phức tạp, khó bảo trì cũng như không đáng tin và không thích hợp với vóc dáng của người Nhật. Vì thế các khẩu súng mới đã được thiết kế và khẩu Howa Shiki 89 đã được chọn để thay thế cho loại súng này.
Một phiên bản dành cho lính thiện xạ cũng đã được phát triển cho Đơn vị Đột kích Đặc biệt với hệ thống nhắm cơ bản là ống nhắm. Tuy nhiên ngoài việc dùng để huấn luyện thì loại súng này không được dùng để chiến đấu. Loại súng này sau đó đã bị cho ra khỏi biên chế sau khi bị thay bởi khẩu M24 SWS.
Hiện tại các khẩu Shiki 64 vẫn được sử dụng trong quân đội Nhật Bản nhưng chỉ được xem là loại vũ khí phụ sử dụng chung với các khẩu súng khác như M14, M24 SWS, Sumitomo NTK-62, M60 và FN MAG để có thể dễ dàng sử dụng đạn của nhau.

## Thiết kế
Howa Shiki 64 sử dụng cơ chế nạp đạn bằng khí nén với hệ thống trích khí ngắn kết hợp từ thiết kế của hai khẩu FN FAL của Bỉ và Tokarev SVT-40 của Liên Xô. Ống trích khí nằm phía trên nòng súng và có thể điều chỉnh chế độ trích khí bằng tay. Đầu nòng súng có tích hợp bộ phận chống giật. Thoi nạp đạn khóa cố định vào vị trí bằng cách chèn nghiên chống vào một khe trong thân súng. Nút kéo lên đạn nằm ở phía trên thân súng để có thể dễ dàng sử dụng bởi cả hai tay. Nút khóa an toàn cũng là nút chọn chế độ bắn nằm ở bên phải phía trên vòng bảo vệ cò súng.
Tốc độ bắn của súng được giới hạn từ 450 đến 500 viên/phút để có thể điều khiển súng khi bắn tự động. Báng súng được làm bằng gỗ đặc và đuôi báng súng được bọc bằng thép. Súng được tích hợp chân chống chữ V có thể gấp lại khá nhẹ. Hệ thống nhắm cơ bản của súng là điểm ruồi với thước ngắm hiệu quả tối đa 200 hay 400 m.